# نووپوکروفسکویه (باشقیرستان)
نووپوکروفسکویه (انگلیسی: Novopokrovskoye, Republic of Bashkortostan) یک شهرک در شهرستان کوگارچینسکی جمهوری باشقیرستان در کشور روسیه است.